# チャンプ (料理)
チャンプ (英: champ、愛 brúitín) はアイルランドのジャガイモ料理である。基本の材料はマッシュポテトに小ネギ、バター、牛乳、チーズを加え、塩とコショウで味付けする。細ネギの代わりにイラクサの若葉を用いたのは20世紀半ばという比較的最近までであり、現代ではこのレシピはまれである。
手ごろな材料で安価に用意できる家庭料理であり、地域により「poundies」(パウンディ) と呼ぶ。アイルランド料理にはマッシュポテトの応用料理としてコルカノンもある。ネギではなくケールあるいはキャベツをゆでて加える点が特徴的である。

## 慣用表現
チャンプという料理名はアイルランド英語圏でよく耳にする言い回しにも名詞、動詞として採り入れられている。   
名詞形
"as thick as champ"「チャンプと同じくらい不器用／でくの坊」という意味。

"as ignorant as champ at a wedding"「結婚式に出かけたチャンプほど物を知らない／無骨／無粋」
動詞形
"The man beside him placed a cigar between Mallow's teeth and lit it. He champed on one of his own and said, "You must be overworked. Maybe you need a long rest." ……男はホバー・マロウの口に葉巻を押しこむと火をつけ、自分も1本くわえると言った……。